# Best I Ever Had (Gavin DeGraw)
Best I Ever Had is een nummer van de Amerikaanse zanger Gavin DeGraw uit 2013. Het is de eerste single van zijn vijfde studioalbum Make a Move.
Het vrolijke, uptempo popnummer werd enkel in Nederland een hit. Het haalde de 22e positie in de Nederlandse Top 40. In Vlaanderen haalde "Best I Ever Had" de 3e positie in de Tipparade. In DeGraws thuisland de Verenigde Staten flopte het nummer; het haalde de 75e positie in de Billboard Hot 100.